# Euconchoecia pacifica
Euconchoecia pacifica är en kräftdjursart som beskrevs av V. G. Chavtur 1976. Euconchoecia pacifica ingår i släktet Euconchoecia och familjen Halocyprididae. Inga underarter finns listade i Catalogue of Life.